# Canon EOS 300V
Le  Canon EOS 300V (en Europe,, Rebel Ti en Amérique du Nord et Kiss 5/All New Kiss au Japon) est un appareil photo reflex argentique 35 mm de la marque Canon. Il a été commercialisé à partir de 2002. À sa sortie, l'appareil avait l'autofocus le plus rapide et les modes d'exposition les plus avancés de sa catégorie. Une autre amélioration est le nouveau support d'objectif en acier inoxydable qui remplace le support en plastique moins durable des anciens modèles EOS.
C'est un boîtier argentique de format 35 mm
- Type de monture : EF
- Points de focus : 7
- Photos par seconde maximum : 2,5